# Smith (Band)

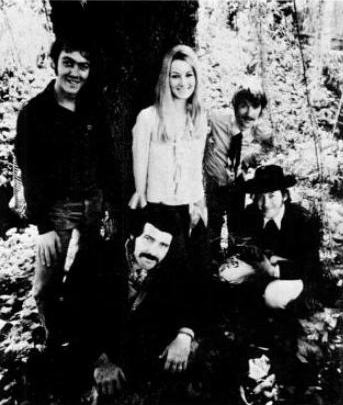
Smith im Jahr 1970

Smith war eine US-amerikanische Rockband, die 1969 in Los Angeles gegründet wurde. Mitglieder waren Gayle McCormick (Leadgesang), Rich Cliburn (Gitarre, Gesang), Jerry Carter (E-Bass, Gesang), Larry Moss (Keyboard) und Robert Evans (Schlagzeug).

## Geschichte
Die Gruppe um die Sängerin Gayle McCormick wurde vom amerikanischen Sänger und Songwriter Del Shannon in einem Nachtclub in Los Angeles entdeckt. Er verhalf ihr zu einem Schallplattenvertrag bei ABC Records. Die Gruppe coverte überwiegend bekannte Rock- und R&B-Songs, wie beispielsweise Let’s Spend the Night Together, The Last Time und Who Do You Love.
Ihre Coverversion des Burt-Bacharach-Songs Baby It’s You erreichte 1969 Platz 5 der Billboard Hot 100 in den USA. Zwischen Juli und Oktober 1969 wurden mehr als eine Million Exemplare verkauft, die Aufnahme wurde von der RIAA mit einer Goldenen Schallplatte ausgezeichnet.
Das Album A Group Called Smith hielt sich elf Wochen lang in den Billboard 200, wobei Platz 17 die beste Platzierung war. Das zweite Album Minus-Plus war weniger erfolgreich. Mittlere Erfolge wurden die Singles What Am I Gonna Do (Co-Autorin: Carole King) und Take a Look Around. Baby It’s You fand 2007 im Film Death Proof – Todsicher von Quentin Tarantino Verwendung. Nach der Auflösung der Gruppe gelang Gayle McCormick mit It’s a Cryin’ Shame im Herbst 1971 ein bescheidener Hit (Platz 44 in den US-Charts).

## Easy Rider
Im Film Easy Rider wurde das Lied The Weight verwendet, mit dem The Band 1969 zunächst nur mäßig erfolgreich gewesen war. Im Jahr 2004 wurde es vom Musikmagazin Rolling Stone auf Platz 41 der 500 besten Songs aller Zeiten gesetzt. Da aus Lizenzgründen das Original nicht auch für die LP Easy Rider verwendet werden konnte, wurde Smith mit einer Coverversion beauftragt, die jenem stark ähnelt. The Weight, auf dem die Sängerin Gayle McCormick nur als zweite Stimme zu hören ist, ist daher das meistgespielte und bekannteste Stück der Gruppe.

## Diskografie

### Alben
| Jahr | Titel                | Höchstplatzierung, Gesamtwochen, AuszeichnungChartsChartplatzierungen (Jahr, Titel, Platzierungen, Wochen, Auszeichnungen, Anmerkungen) | Anmerkungen |
| Jahr | Titel                | US | Anmerkungen |
| ---- | -------------------- | --- | ----------- |
| 1969 | A Group Called Smith | US17 (28 Wo.)US |             |
| 1970 | Minus-Plus           | US74 (12 Wo.)US |             |

### Singles
| Jahr | Titel Album                        | Höchstplatzierung, Gesamtwochen, AuszeichnungChartsChartplatzierungen (Jahr, Titel, Album, Platzierungen, Wochen, Auszeichnungen, Anmerkungen) | Anmerkungen |
| Jahr | Titel Album                        | US | Anmerkungen |
| ---- | ---------------------------------- | --- | ----------- |
| 1969 | Baby It’s You A Group Called Smith | US5 (15 Wo.)US |             |
| 1970 | Take a Look Around Minus-Plus      | US43 (7 Wo.)US |             |
| 1970 | What Am I Gonna Do Minus-Plus      | US73 (4 Wo.)US |             |

### Beiträge für Soundtracks
- Easy Rider